# Albero della Vita (Ignacio de Ries)
L'Albero della Vita è un dipinto di Ignacio de Ries, pittore fiammingo del XVII secolo, realizzato nel 1653. 
Si trova nella Cappella della Concezione della Cattedrale di Segovia (Castiglia e León) ed è parte di una collezione composta da altri cinque dipinti: Adorazione dei pastori, la Conversione di San Paolo, il Battesimo di Cristo, l'Incoronazione della Vergine e il Re Davide, che rappresentano i capolavori di questo artista, influenzati da Francisco de Zurbarán.

## Storia e descrizione
La Cappella della Concezione della Cattedrale di Segovia fu concessa in patrocinio al Capitano Pedro Fernandez de Miñano e Contreras, governatore di Cadice, nel 1645.
Nel 1653 venne commissionata la suddetta collezione di dipinti per la cappella. 
Sulla tela appaiono accanto ad uno scheletro, un albero, la messa in scena ad opera del diavolo e Gesù Cristo in persona.
La parte superiore del dipinto è quella più sorprendente, dal momento che rappresenta una vera e propria orgia. 
Va richiamata l'attenzione sui versi scritti in alto sulla sinistra:
OCCHIO, CHE TU DEVI MORIRE. OCCHIO, CHE TU NON SAI QUANDO!
e quelli che compaiono in alto a destra:
ATTENZIONE, CHE DIO TI GUARDA. ATTENZIONE, CHE TI STA GUARDANDO.
Il dipinto è stato esposto alla mostra Le età dell'uomo nel 1988, presso la Cattedrale di Valladolid.